# Cypris subglobosa
Cypris subglobosa är en kräftdjursart som beskrevs av Sowerby 1840. Cypris subglobosa ingår i släktet Cypris och familjen Cyprididae. Inga underarter finns listade i Catalogue of Life.